# Municipio de Vail (Dakota del Sur)
El municipio de Vail (en inglés: Vail Township) es un municipio ubicado en el condado de Perkins en el estado estadounidense de Dakota del Sur. En el año 2010 tenía una población de 10 habitantes y una densidad poblacional de 0,11 personas por km².

## Geografía
El municipio de Vail se encuentra ubicado en las coordenadas 45°36′29″N 102°46′24″O / 45.60806, -102.77333. Según la Oficina del Censo de los Estados Unidos, el municipio tiene una superficie total de 92.85 km², de la cual 92,63 km² corresponden a tierra firme y (0,24 %) 0,22 km² es agua.

## Demografía
Según el censo de 2010, había 10 personas residiendo en el municipio de Vail. La densidad de población era de 0,11 hab./km². De los 10 habitantes, el municipio de Vail estaba compuesto por el 100 % blancos. Del total de la población el 0 % eran hispanos o latinos de cualquier raza.